# Vasco Regini
Vasco Regini (Cesena, 9 de setembro de 1990) é um futebolista profissional italiano que atua como defensor.

## Carreira
Vasco Regini começou a carreira no Cesena.